# المحطة الحرارية (حلب)
المحطة الحرارية في حلب أو محطة توليد الطاقة الكهربائية في السفيرة هي محطة توليد طاقة كهربائية تقع شرق مدينة حلب السورية على بعد 25 كم على طريق عام حلب-الرقة، وهي إحدى المحطات المسؤولة عن تزويد البلاد بالطاقة الكهربائية. توقفت المحطة عن العمل نهائياً نتيجة لقصف الطيران الأمريكي لها بتاريخ 10 تشرين أول 2015. عادت بعدها في شهر تموز 2022 المجموعة الخامسة في المحطة للعمل بعد جهود كبيرة بذلتها الدولة السورية لتولد حوالي 200 ميغاواط.
تقع بجانب المحطة الحرارية ضاحية سكنية أنشئت خصيصاً للعاملين في المحطة مع عائلاتهم وسُمِّيت باسمها "المحطة الحرارية"، تمتد على مساحة 30 هكتاراً وتحتوي على كل الخدمات الضرورية.

## مكونات المحطة ومواصفاتها
تتوضع على أرض مساحتها 50 هكتارا، وقد بدأ انشاوءها عام 1995 ودخلت المجموعة الأولى في الخدمة عام 1997 وتبعتها مجموعات التوليد تباعا ويعمل فيها نحو 800 عامل. وتتألف من خمس مجموعات توليد بخارية استطاعة كل مجموعة 213 ميغاوات ومن عنفة غازية للطوارئ باستطاعة 35 ميغا وات وبالتالي فإنَّ الاستطاعة الاجمالية للمحطة هي 1100 ميغاوات.
يتم توليد الطاقة في المحطة على التوتر 15 ك.ف ويتم رفع هذا التوتر في محولات رئيسية إلى 230 كيلو فولط يتم توزيعها إلى الشبكة العامة السورية بواسطة 10 خطوط هوائية 230 ك.ف ويتم تحويل جزء من الطاقة إلى التوتر 66 ك.ف حيث تنتقل إلى شبكة حلب.[بحاجة لمصدر]

## تأثير الأزمة السورية على المحطة
تسببت الأزمة السورية بتوقف عمل المحطة مرات متكررة وتعرضها لأضرار كثيرة، لأسبابٍ منها التخريب، والقصف، ونزوح عدد كبير من العاملين، واقتصار عمل المحطة على عنفة واحدة، وزيادة الضغط عليها بسبب توقف عمل خط سد الفرات بعد التخريب الحاصل له، مما أدى إلى عمل غير منتظم للكهرباء.
وفقدت المحطة أيضاً أغلب كادرها بسبب وقوعها تحت سيطرة مجموعات مختلفة كداعش والنصرة والجيش الحر، ولم يعد إلى العمل بها سوى 200 عاملاً وتسرب من العمل، أي لم يعد إليه بعد استعادة النظام السيطرة على المحطة، حوالي 660 موظفاً أغلبهم مديرو دوائر ورؤوساء أقسام ومهندسون ذوو خبرة. وقدر الخبراء بأن كلفة إعادة تأهيل المحطة تصل إلى 500 مليون دولار أمريكي، أي 255.500 مليار ليرة سورية، بسبب ما تم من سرقة لأغلب المعدات والكوابل بالإضافة للدمار نتيجة للقصف الأمريكي وتفجير خطوط إمداد الغاز من الرقة.[بحاجة لمصدر]

## مستقبل المحطة المدمرة
نتيجة لضخامة الكلفة المادية المطلوبة لإعادة تأهيل المحطة، حوالي نصف مليار دولار، يبدو بأن الدولة السوريّة قد اختارت إنشاء تجهيزات شبه مؤقتة في المحطة بدلاً عن إعادة تأهليها كلياً بسبب ظروف الحرب. ونشرت صحيفة الوطن السوريّة بأنه تم توقيع عقود بقيمة 130 مليون يورو مع إيران بصيف 2017 وهي عقود خاصة بتأمين 5 مجموعات توليد للكهرباء لمحافظة حلب تصل استطاعتها إلى نحو 125 ميغا واط تعمل على مادتي الغاز والفيول وسيتم تركيب هذه المجموعات في محطة توليد حلب. وستباشر هذه التجهيزات بالعمل قبل حلول فصل شتاء 2017 لحل مشكلة الكهرباء جزئياَ بحلب حيث تعتمد كل المدينة على مولدات الكهرباء المنزلية منذ بدايات الحرب في سوريا.